# 三浦泰村
三浦 泰村（みうら やすむら）は、鎌倉時代中期の武将。鎌倉幕府の有力御家人。三浦義村の次男。

## 経歴
三浦氏は源頼朝の挙兵に参加して大功を挙げた経緯から、相模国や河内国に広大な所領を持つ有力御家人の一人であった。頼朝挙兵の当初は遥かに弱小の勢力であった北条氏が急速に力を伸ばし、二代将軍源頼家を失脚させたあたりから幕府第一の実権を握るが、三浦氏はその後もなおこれに拮抗する勢力を維持し続けたとも言われている。
武勇（特に弓術）に優れた泰村は承久3年（1221年）の承久の乱では、父・義村と共に幕府軍の一軍として参戦して活躍した。泰村の生年については諸説ある（後述参照）が、有力とされる『承久記』の説に従えばおおよそこの頃に元服したと考えられる。その際に烏帽子親であった北条泰時（当時の執権・北条氏得宗家当主だった北条義時の子）から偏諱（「泰」の字）を賜って泰村と名乗る。弓馬に卓越した泰村は、放生会での流鏑馬や、正月の弓始などの儀礼において射手の役割をしばしば担当した。なお兄として、将軍源実朝の偏諱を受けていたことが推測される朝村がおり、この頃の嫡子は朝村だったと思われる。
泰村は前述の通り烏帽子親である泰時の娘を娶って北条氏の一門衆となり、暦仁元年（1238年）には幕府の評定衆の一人にまでなって幕政に参与するようになる。泰時の娘は寛喜2年（1230年）8月に病死し、その後に娶った泰時の妹または娘も嘉禎2年（1236年）12月に早世しており、その後には土御門定通の妹を娶ったが、その定通の妻である竹殿は泰時の異母妹であった。
さらに泰村は三浦氏の幕府内における権勢を強めようと、鎌倉幕府第4代将軍・九条頼経に接近して親密な間柄にまでなるようになり、その権勢は北条氏をも凌ぐようになったと言われている。
さらに弟・光村が5代将軍・九条頼嗣との仲を深めるようにまでなったため、執権・北条時頼（泰時の孫）から三浦氏は危険視されるようになる。ただ、時頼本人は泰村と三浦氏に政権中枢からの穏便な引退を望んでいた。
寛元4年（1246年）、時頼は六波羅探題に赴任させていた北条重時を招来することを打診したが、評定の場で泰村のみは承諾せず、頑なにこれを拒んだ。重時が帰参することで自らの政治的地位が低下することを懸念したようだが、これによって時頼や北条一門らの心証をより悪化させた。もし重時の招来を承諾していれば、温厚な重時は三浦氏に穏便な措置を計らってくれたかも知れず、穏健派の重時を遠ざけた事で、三浦氏排斥の過激派である安達景盛が積極的に干渉する機会を与えてしまい、結果として泰村は自ら墓穴を掘ったとも指摘される。一方で、京都でこのことを知った重時に三浦氏排除の必要性を認識させ、安達氏ら反三浦氏勢力と結んだのが宝治合戦の原因と考える研究者もおり、その観点から見ても結果として泰村は自ら墓穴を掘ったと見ることができる。
宝治元年（1247年）、時頼と安達景盛の策謀にかかった泰村は鎌倉で挙兵した。しかしこの反乱は結果的に失敗で、北条軍と安達軍の前に三浦軍は大敗し、追いつめられた泰村は一族郎党と共に鎌倉の法華堂で自害して果てた（宝治合戦）。

## 人物
生年については、『関東評定伝』〈宝治元年条〉に享年64歳とあり、その場合は1184年（元暦元年）生まれとなる。一方で、『承久記』〈古活字本〉の宇治橋合戦の場面で泰村が「生年18歳」と名乗る場面があり、その場合は1204年（元久元年）生まれとなり、この年齢に従えば享年は44歳となる。近世以降の書籍では、『北条氏系譜人名事典』が1184年生まれ説を、『鎌倉・室町人名事典』や上横手雅敬著『北条泰時』が『承久記』の記述を採用して1204年生まれ説をそれぞれ主張している。1184年生まれとすると、父義村は仁安3年（1168年）頃の生まれであり義村16歳位の時の子となり、さらに、その時すでに兄朝村がいた事、烏帽子親として泰村に「泰」の字を与えた北条泰時の生年が1183年（寿永2年）である事、また、1247年（宝治元年）の宝治合戦で泰村とともに死亡した次男駒石丸（景泰）が13歳、九男皆駒丸が4歳である事などから、『承久記』の年齢が妥当と考えられる。
泰村は承久の乱における宇治川渡河で足利義氏と共に果敢に攻め込むなど武威に優れた人物であったが、他の御家人と諍いを起こしたり、北条氏に対する方針を巡り弟光村と齟齬を来すなど、政治家としての立ち回りには拙い部分があり、指導力に欠けるところがあった。また、安達氏が北条氏の外戚になったことで、幕府における枢要な地位が三浦から安達へと推移していったことを把握できていなかった。そのことが、安達家との軋轢激化、そして三浦家の孤立を助長し、滅亡へと誘引することとなった。また、安達氏以外にも、下河辺氏に対して強い対抗意識を燃やし、幾度か対立したことが、『吾妻鏡』に書かれている。例えば、1241年（仁治2年）に泰村と下河辺行光が駿河国で相論を起こしている。これは、秀郷流の故実に精通している下河辺氏が台頭してきたことについて、弓馬に通じ、幕府内でそれに関する儀礼を取り仕切ってきた泰村が危機感を覚えたがゆえに起こった出来事だと言われる。さらに同年には三浦氏と小山氏の郎党が酒の席で乱闘騒ぎを起こし、当事者として泰村の弟の一人、三浦家村と、小山家の小山朝村が出仕停止処分となり、泰村と小山長村・結城朝広も叱責された。宝治合戦直前の1247年3月3日には、泰村自身が闘鶏会の席で喧嘩騒ぎを起こしたと伝わる。
有名な話として、宝治合戦の直前、一旦北条時頼らとの間に和睦が成立しかけていた時、緊張のあまり食べていた湯漬けを嘔吐したという話がある。これは恐怖からではなく、合戦の回避を模索する為に精神を働かせた結果生じた、極度の緊張からの嘔吐であろうと解釈されている。承久の乱や儀礼の場で武術の達者ぶりを披露している泰村だが、非常時・切迫した状況では判断力が鈍くなる人物であった。永井晋は「武者としては一流であるが、武将としての才能には恵まれていなかったのであろう」と評している。

## 画像集

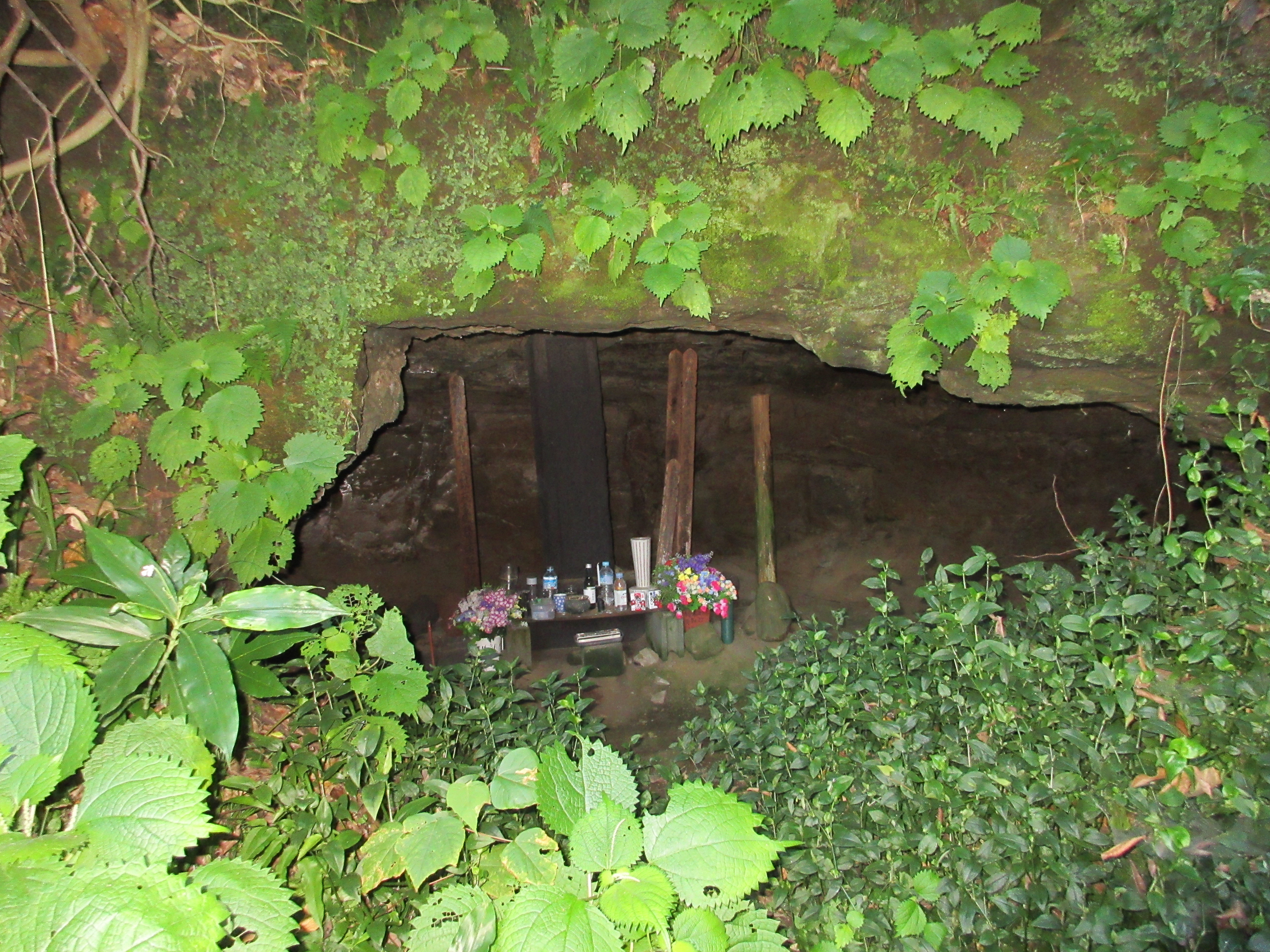
三浦泰村一族の墓（鎌倉市西御門2‐5‐7白旗神社右隣）
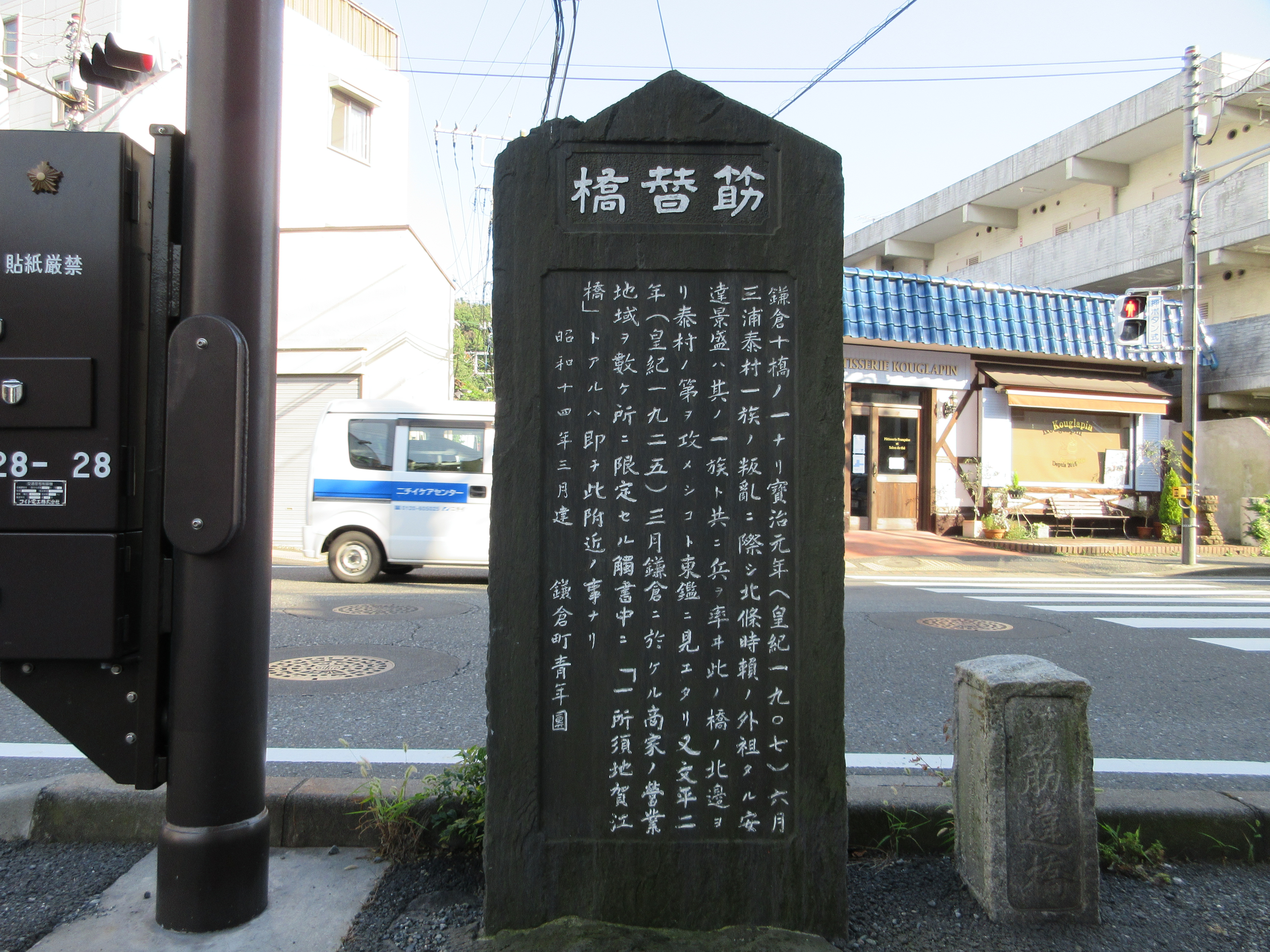
筋替橋碑（鎌倉市雪ノ下3県道204号線沿い）